# Sinfonia n. 102 (Haydn)
La Sinfonia n. 102 in si bemolle maggiore è una composizione di Franz Joseph Haydn.
È la decima delle dodici sinfonie londinesi. Pur essendo meno conosciuta di molti altri lavori, talvolta è considerata la miglior sinfonia di Haydn.

## Storia

### Première
Oggi molti studiosi ritengono che sia la sinfonia alla cui prima cadde un lampadario dal soffitto della sala da concerto in cui venne eseguita. Fortunatamente, il pubblico uscì incolume, presumibilmente perché si precipitò sul palco. Per molto tempo si credette che avvenne in occasione della prima della Sinfonia n. 96 che guadagnò a torto il soprannome di Miracolo.

## Organico
La strumentazione della sinfonia è la seguente:
- legni: 2 flauti, 2 oboi, 2 fagotti
- ottoni: 2 corni, 2 trombe
- percussioni: timpani
- archi: violini primi e secondi, viole, violoncelli, contrabbassi

## Struttura
Il lavoro ha una struttura classica in quattro movimenti:
1. Largo - Vivace
2. Adagio (in fa maggiore)
3. Minuetto: Allegro e Trio
4. Finale: Presto

La lenta introduzione, contrassegnata dal Largo, è seguita da una forma di sonata bitematica Vivace, "molto beethoveniana". Dopo uno sviluppo dei due temi trattati in modo drammatico, la ricapitolazione avviene dopo un rullo di timpani.
Introduzione del Largo:
Audio playback is not supported in your browser. You can download the audio file.
Introduzione del Vivace:
Audio playback is not supported in your browser. You can download the audio file.
Secondo tema (misura 80):
Audio playback is not supported in your browser. You can download the audio file.
Introduzione dell'Adagio:
Audio playback is not supported in your browser. You can download the audio file.
Al minuetto contrassegnatto con Allegro si contrappone un Trio dal profumo slavo.
Prima ripresa del Minuetto Allegro:
Audio playback is not supported in your browser. You can download the audio file.
Prima ripresa del Trio :
Audio playback is not supported in your browser. You can download the audio file.
Il Presto è in forma di sonata-rondò. "Beethoven sembra aver ricordato questo finale nella sua Quarta Sinfonia".
Prima ripresa del Presto:
Audio playback is not supported in your browser. You can download the audio file.